# Arorae
Arorae – atol należący do Kiribati, o powierzchni lądowej 9,5 km², leżący blisko równika. W 2010 atol zamieszkiwało 1279 osób, z czego większość wyznaje protestantyzm. Jest to najbardziej wysunięty na południe atol z Wysp Gilberta.
Na wyspie są tylko dwie wioski – Tamaroa (426 mieszkańców) na północy oraz Roreti (853 mieszkańców) – na południu.

## Geografia
Ze względu na niewielką powierzchnię atolu, nie ma tam laguny.

## Historia
Poczta na Arorae została otwarta około 1923.

## Transport

### Drogą powietrzną
Na wyspie znajduje się Port lotniczy Arorae.